# Goldmans ekvation
Goldmans ekvation används inom cellmembranfysiologin för att bestämma jämviktspotentialen över ett cellmembran som ges av de joner för vilka membranet är permeabelt.

## Ekvation för envärda joner
Goldmans ekvation för {\displaystyle N} stycken envärda positiva joner och {\displaystyle M} negativa:
{\displaystyle E_{m}={\frac {RT}{F}}\ln {\left({\frac {\sum _{i}^{N}P_{M_{i}^{+}}[M_{i}^{+}]_{\mathrm {out} }+\sum _{j}^{M}P_{A_{j}^{-}}[A_{j}^{-}]_{\mathrm {in} }}{\sum _{i}^{N}P_{M_{i}^{+}}[M_{i}^{+}]_{\mathrm {in} }+\sum _{j}^{M}P_{A_{j}^{-}}[A_{j}^{-}]_{\mathrm {out} }}}\right)}}
Detta resulterar i följande om vi utgår från ett membran som separerar två {\displaystyle \mathrm {K} _{x}\mathrm {Na} _{1-x}\mathrm {Cl} }-lösningar:
{\displaystyle E_{m,\mathrm {K} _{x}\mathrm {Na} _{1-x}\mathrm {Cl} }={\frac {RT}{F}}\ln {\left({\frac {P_{Na^{+}}[Na^{+}]_{\mathrm {out} }+P_{K^{+}}[K^{+}]_{\mathrm {out} }+P_{Cl^{-}}[Cl^{-}]_{\mathrm {in} }}{P_{Na^{+}}[Na^{+}]_{\mathrm {in} }+P_{K^{+}}[K^{+}]_{\mathrm {in} }+P_{Cl^{-}}[Cl^{-}]_{\mathrm {out} }}}\right)}}
Ekvationen liknar Nernsts ekvation men har en term för varje jon. Nernsts ekvation kan ses som ett specialfall av Goldmans ekvation då enbart en jontyp finns:
{\displaystyle E_{m,Na}={\frac {RT}{F}}\ln {\left({\frac {P_{Na^{+}}[Na^{+}]_{\mathrm {out} }}{P_{Na^{+}}[Na^{+}]_{\mathrm {in} }}}\right)}={\frac {RT}{F}}\ln {\left({\frac {[Na^{+}]_{\mathrm {out} }}{[Na^{+}]_{\mathrm {in} }}}\right)}}
- {\displaystyle E_{m}} = membranpotential (i volt, ekvivalent med joule/coulomb)
- {\displaystyle P_{\mathrm {ion} }} = permeabilitet för jonen (m/s)
- {\displaystyle [ion]_{\mathrm {out} }} = extracellulär jonkoncentration (mol/m3)
- {\displaystyle [ion]_{\mathrm {in} }} = intracellulär koncentration (som ovan)
- {\displaystyle R} = ideala gaskonstanten (joule per kelvin per mol)
- {\displaystyle T} = temperatur i kelvin
- {\displaystyle F} = Faradays konstant (coulomb/mol)

Första termen innan parentesen kan avrundas till 61,5mV (37°C kroppstemperatur).
{\displaystyle E_{X}=61,5\ \mathrm {mV} \log {\left({\frac {[X^{+}]_{\mathrm {out} }}{[X^{+}]_{\mathrm {in} }}}\right)}=-61,5\ \mathrm {mV} \log {\left({\frac {[X^{-}]_{\mathrm {out} }}{[X^{-}]_{\mathrm {in} }}}\right)}}
Obs! Jonladdning avgör tecknet för membranpotentialens bidrag.
Ekvationen tillåter uträkning av membranpotential i de fall permeabiliteten hos jonerna är kända. 